# Faddej Bulgarin

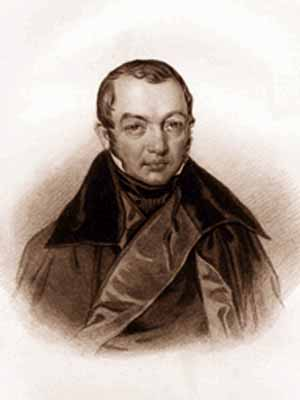
Faddej V. Bulgarin

Faddej Venediktovitj Bulgarin, född 1789 och död 1859, var en rysk författare av polsk börd.
Bulgarin är främst känd för sin stora historiska roman, Ivan Vyzjigin (1829). Bulgarin var annars främst verksam som publicist, utgav från 1825 tidskriften Det nordiska biet. Författare som Aleksandr Pusjkin och Nikolaj Gogol var verksamma skribenter i hans tidskrift.

## Översättningar till svenska
- Iwan Wuishigin, eller lifvet och sederna i Ryssland (1830-1831; övers. från tyska).
- Den falske Dmitrij (1838; fri övers. Johan Fredrik Bahr.)
- Lopatinskys död (1839)
- Ryska härens tåg öfver Qvarken 1809 (1839).